# 기노 도모노리

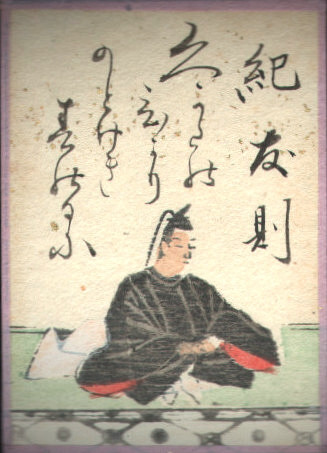

기노 도모노리(일본어: 紀友則, 845년 ~ 907년)는 일본 헤이안 시대의 시인이다.

## 와카
```
눈부신 햇살 따스한 햇살 품은 화창한 봄날 들뜬 마음 그대로 꽃은 지고 마는가
ひさかたの光のどけき春の日にしづ心なく花の散るらむ
```